# Andrena livida
Andrena livida är en biart som beskrevs av Laberge 1977. Andrena livida ingår i släktet sandbin, och familjen grävbin. Inga underarter finns listade i Catalogue of Life.